# 突棒

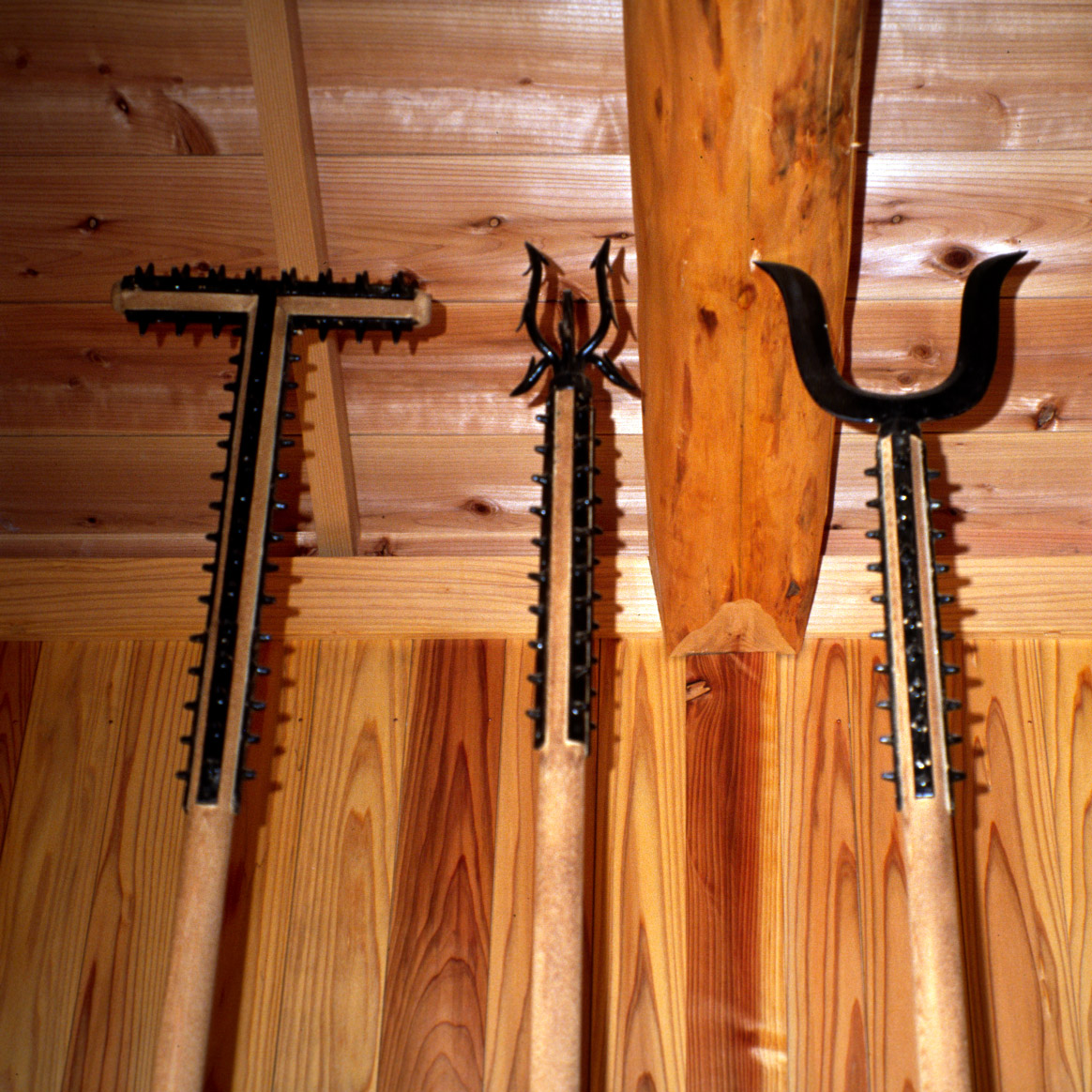
三道具
左が突棒

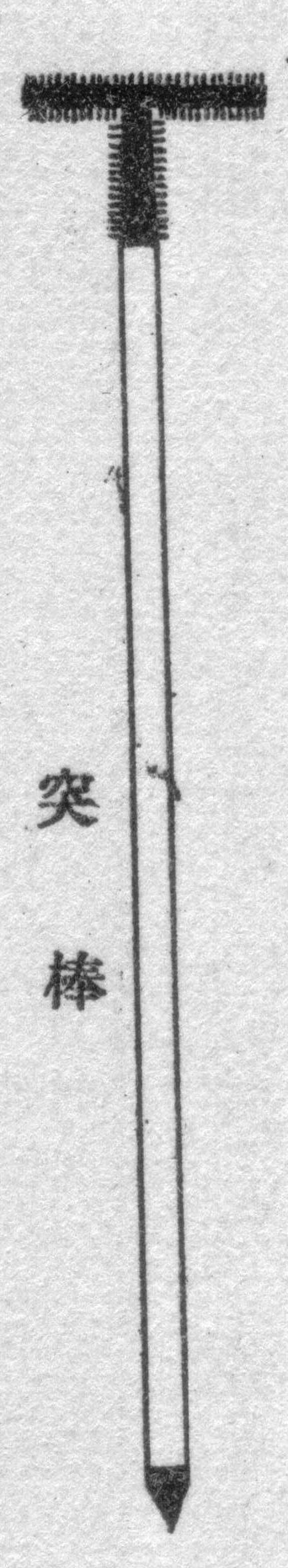

突棒（つくぼう）は、江戸時代に使用された捕り物道具のひとつである。刺股、袖搦ととも三道具の一種でもある。

## 概要
頭部は鉄製で、形はT字型であり、撞木に酷似している。多くの刺がついていて長い柄（2-3メートルほど）をつけている。
袖搦のように犯人の衣服・髪を刺にからめたり、相手の身体を壁や床に押し付けるなどして動きを封じ、制圧する。刺は犯人が突棒を掴んで抵抗したり逆に奪おうとするのを防ぐ役割も持つ。
- 現在は突棒術を教える流派は少ない。